# Fiona Stanley

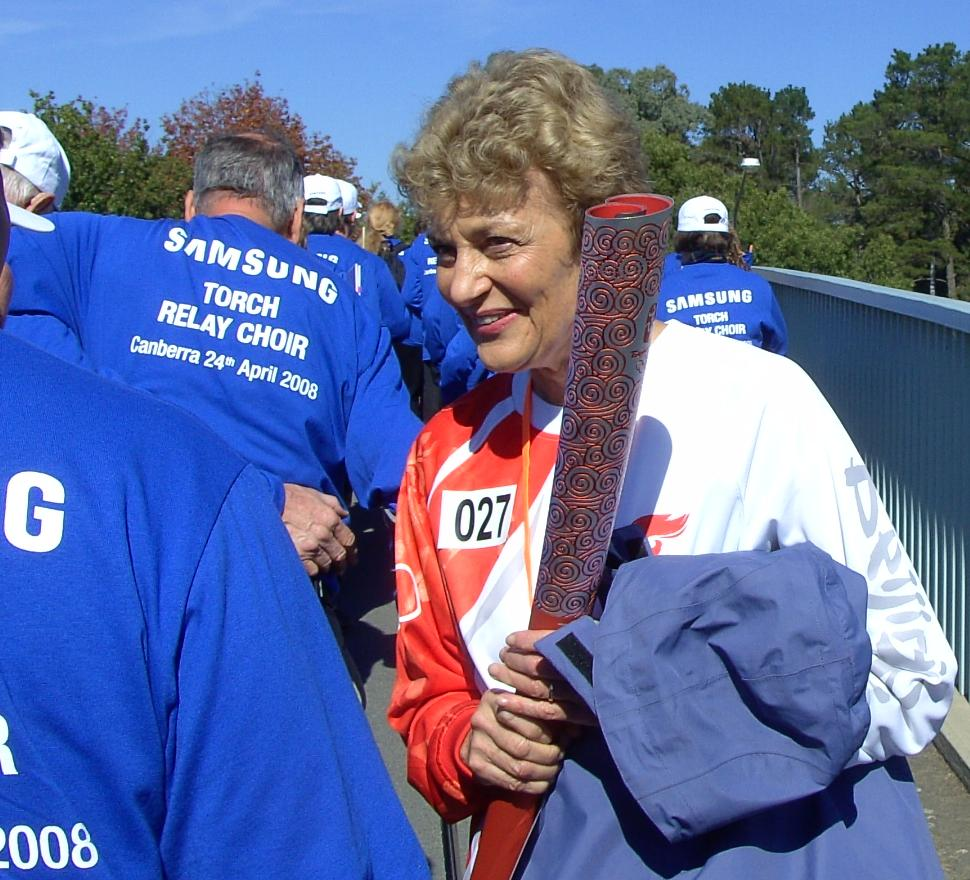
Professor Fiona Stanley, als deelneemster aan de Fakkeltocht voor de Olympische Spelen 2008 in de omgeving van Canberra in het Australian Capital Territory op 24 april 2008

Fiona Stanley, AC (Sydney, 1 augustus 1946) is een Australische epidemioloog.
Ze heeft een aanstelling als Distinguished Research Professor aan de University of Western Australia. Ze kreeg erkenning voor haar werk voor de volksgezondheid, en haar studie van kindersterfte, moederschapssterfte en geboorteafwijkingen zoals hersenverlamming.

## Werk
Haar eerste werkervaring deed ze op in pediatrie in het Princess Margaret Hospital for Children, en de Australian Aborigine Aboriginal Clinic, beide in Perth. Ze werkte vervolgens onder meer enkele jaren in het Verenigd Koninkrijk aan de London School of Hygiene & Tropical Medicine en in de Verenigde Staten alvorens terug te keren naar de universiteit van Perth. In 1977 startte ze met haar onderzoeksgroep de uitbouw van de WA Maternal and Child Health Research Database op, een databank met onder andere onderzoeksgegevens rond hersenverlamming. Ze startte met mediacampagnes promotie voor het toedienen van foliumzuur aan zwangere vrouwen.
In 1990 was ze in Perth de oprichter en eerste coördinator van het Telethon Institute for Child Health Research, een onderzoekscentrum met meer dan 500 onderzoekers, gefocust op gezondheid en welzijn van kinderen en hun families.
In 2002 was ze de drijvende kracht achter de oprichting door premier John Howard van de Australian Research Alliance for Children and Youth (ARACY) waarvan ze de voorzitter werd. Sinds 2006 is ze voor UNICEF Australia Ambassador for Early Childhood Development. Daarnaast is ze Vice Chancellor's Fellow van de University of Melbourne, lid van de ABC Board, en Chair van de Alcohol Advertising Review Board.

## Erkenning
In 1996 werd ze in de adelstand verheven als companion in de orde van Australië, in 2001 ontving ze een Centenary Medal. In 2003 werd ze verkozen tot Australiër van het jaar. In 2004 werd ze opgenomen in de lijst van maximaal 100 personen van de Australian Living Treasures, zoals bewaakt door de National Trust.
Op 3 februari 2014 kreeg ze een eredoctoraat aan de KU Leuven.

## Privé
Ze is gehuwd met professor Geoffrey Shellam met wie ze twee dochters heeft. Intussen zijn ze grootouders van drie kleinkinderen.

## Varia
Het in Murdoch, een buitenwijk van Perth (Australië) gelegen Fiona Stanley Hospital is naar haar vernoemd.